# Chromatomyia pseudomilii
Chromatomyia pseudomilii är en tvåvingeart som beskrevs av Griffiths 1980. Chromatomyia pseudomilii ingår i släktet Chromatomyia och familjen minerarflugor. Inga underarter finns listade i Catalogue of Life.